# Dipartimento di Manyu
Il dipartimento di Manyu è un dipartimento del Camerun nella Regione del Sudovest.
È stato istituito il 2 giugno del 1972.

## Comuni
Il dipartimento è suddiviso in 4 comuni:
- Akwaya
- Eyumodjock
- Mamfé
- Upper Bayang